# Tanaorhinus embrithes
Tanaorhinus embrithes là một loài bướm đêm trong họ Geometridae.